# Treasury Wine Estates
Treasury Wine Estates est une entreprise productrice de vin basée à Melbourne en Australie.

## Histoire
Elle est fondée en 2011 à travers une scission de Foster's Group. Elle est en 2012, le cinquième producteur de vin des États-Unis en volume.
En 2014, Treasury Wine refuse plusieurs offres d'acquisition d'un montant de 2,8 puis 3,2 milliards de dollars de la part du fonds d'investissement Kohlberg Kravis Roberts,.
En octobre 2015, Treasury Wine Estates acquiert pour 552 millions de dollars les activités viticoles de Diageo aux États-Unis et au Royaume-Uni, intégrant notamment les marques Sterling Vineyards et Blossom Hill,. Le groupe se lance aussi dans un bras de fer avec la Chine qui lui impose des tarifs excessifs à l'import, pour finalement lancer sa propre production domestique de vins chinois sous la marque Penfolds. En 2022, la société démarre la distribution de ses propres vins français via un partenariat avec la maison de négoce Dourthe.